# Panther (película)
Panther es una película dramática de 1995 dirigida por Mario Van Peebles y protagonizada por Kadeem Hardison, Bokeem Woodbine y Joe Don Baker. Es un filme semi-histórico sobre los orígenes del Partido Panteras Negras, una organización afroamericana de autodefensa fundada en Oakland, California, en 1966.

## Argumento
Huey Newton y Bobby Seale son dos hombres afroamericanos que deciden formar un nuevo partido político para asegurar la protección de los negros de los abusos de la policía y tiene éxito con ello. Su "Partido de las Panteras Negras de Autoprotección" ofrece comidas gratis a los niños, educa a la comunidad, conciencia acerca de la cultura afroamericana, limpia las calles de traficantes de drogas, y se enfrenta a la policía de Oakland. Dos de los integrantes de ese partido son Tyrone y Judge.
Cuando el jefe del FBI, J. Edgar Hoover, empieza a sospechar que las tendencias izquierdistas de los Panteras Negras son un indicativo de que son comunistas, él entonces contrata a Judge para que actúe como agente doble, informando tanto a los federales como a los Panteras. Después de que el partido asaltara la Asamblea Estatal de Sacramento, Hoover decide desestabilizar el grupo introduciendo droga entre sus miembros.

## Reparto
| Actor             | Personaje         |
| ----------------- | ----------------- |
| Kadeem Hardison   | Judge             |
| Bokeem Woodbine   | Tyrone            |
| Joe Don Baker     | Brimmer           |
| Courtney B. Vance | Bobby Seale       |
| Tyrin Turner      | Cy                |
| Marcus Chong      | Huey P. Newton    |
| Anthony Griffith  | Eldridge Cleaver  |
| Bobby Brown       | Rose              |
| Angela Bassett    | Dr. Betty Shabazz |
| Nefertiti         | Alma              |
| M. Emmet Walsh    | Dorsett           |

## Producción
La película se filmó en Oakland, San Francisco, Los Ángeles y en Sacramento. Todos estos lugares están en el estado de California, Estados Unidos.

## Recepción
En el presente la obra cinematográfica ha sido valorada en portales cinematográficos y por críticos profesionales. En IMDb, con aproximadamente 2700 votos registrados por parte de los usuarios, la película obtiene una media ponderada de 6,4 sobre 10. En cuanto a Rotten Tomatoes, los más de 1000 votos registrados en el portal dieron a este filme una valoración media de 4 de 5, mientras que los 12 críticos profesionales, que valoraron la película en ese portal, le dieron una valoración media de 5,2 de 10. También cabe destacar, que en el periódico La Vanguardia los usuarios que dieron su opinión allí le dieron a la película una aprobación del 62%.